# Revue de l'Orient latin
La Revue de l’Orient latin est un ensemble de 12 volumes de documents médiévaux, publiés de 1893 à 1911. Elle poursuit les Archives de l’Orient latin, deux volumes d’archives publiés entre 1881 et 1884. Les travaux historiques sur les Croisades citent souvent des documents ou lettres figurant dans ces volumes. Son nom est souvent abrégé en ROL, et les Archives en AOL, mais on cite souvent les deux sous le nom unique de Revue de l’Orient latin.
Les Archives étaient publiées à Paris. La Revue était la publication officielle de la Société de l’Orient latin, société archéologique fondée en 1875 par le comte Paul Riant (1836-1888) et édité au siège de la société, à Genève. La publication initiale était répartie en séries géographiques et historiques. Les séries géographiques comprenait les itinéraires des pèlerins. Les séries historiques contenaient les chroniques, lettres et chartes.